# 裡冷部落
裡冷部落為台灣台中市一個泰雅族部落，現今已成地名。

## 地理
裡冷部落在中部橫貫公路26公里處，是位於和平區博愛里臨近谷關，地處大甲溪與裡冷溪交會處，是一塊沖積扇。有裡冷橋橫跨大甲溪，外觀呈紅色鋼拱橋，是裡冷的地標。

## 人文
部落居民不超過500人，居民是以務農為主，農產有：柑、橙、桃、梨、李等季節性水果，在各個季節接替產出。居民主要信仰為真耶穌教會。

## 生態
裡冷地區較晚開發，尚保有原始的自然生態，林相、動植物種類極為豐富，隨處可見二葉松、五葉松、香楠、雅楠、山麻黃等多種原生植物，蟲、鳥、蛙、蝶等更是不勝枚舉，是許多生態觀察、攝影者的天堂。

## 景點
下列觀光景點都是以中橫公路為主線，串聯各風景名勝，公路至谷關止中斷。

### 境內景點
- 裡冷林道
- 七重天瀑布
- 東卯山
- 谷野會館
- 唐麻丹山登山口

### 周邊景點
- 谷關溫泉
- 四壯士五葉松步道
- 八仙山森林遊樂區
- 参山國家風景區

1. ↑  . Taiwan. 中華民國交通部觀光局.   [2019-12-01]. （原始内容存档于2021-04-17）.